# Victoire de Montréal
Die Victoire de Montréal (englisch Montréal Victoire) sind ein kanadisches Fraueneishockey-Team aus Montréal, das 2023 zu den sechs ligaeigenen Gründungsmannschaften (Franchises) der Professional Women’s Hockey League gehörte. Die Victoire tragen ihre Heimspiele im Place Bell in Laval, der Spielstätte des AHL-Teams Rocket de Laval, aus. Vor den Victoire de Montréal gab es in Montréal mit den Les Canadiennes de Montréal aus der Canadian Women’s Hockey League bis 2019 und den Montreal Force aus der Premier Hockey Federation semiprofessionelle Fraueneishockeyteams.

## Geschichte

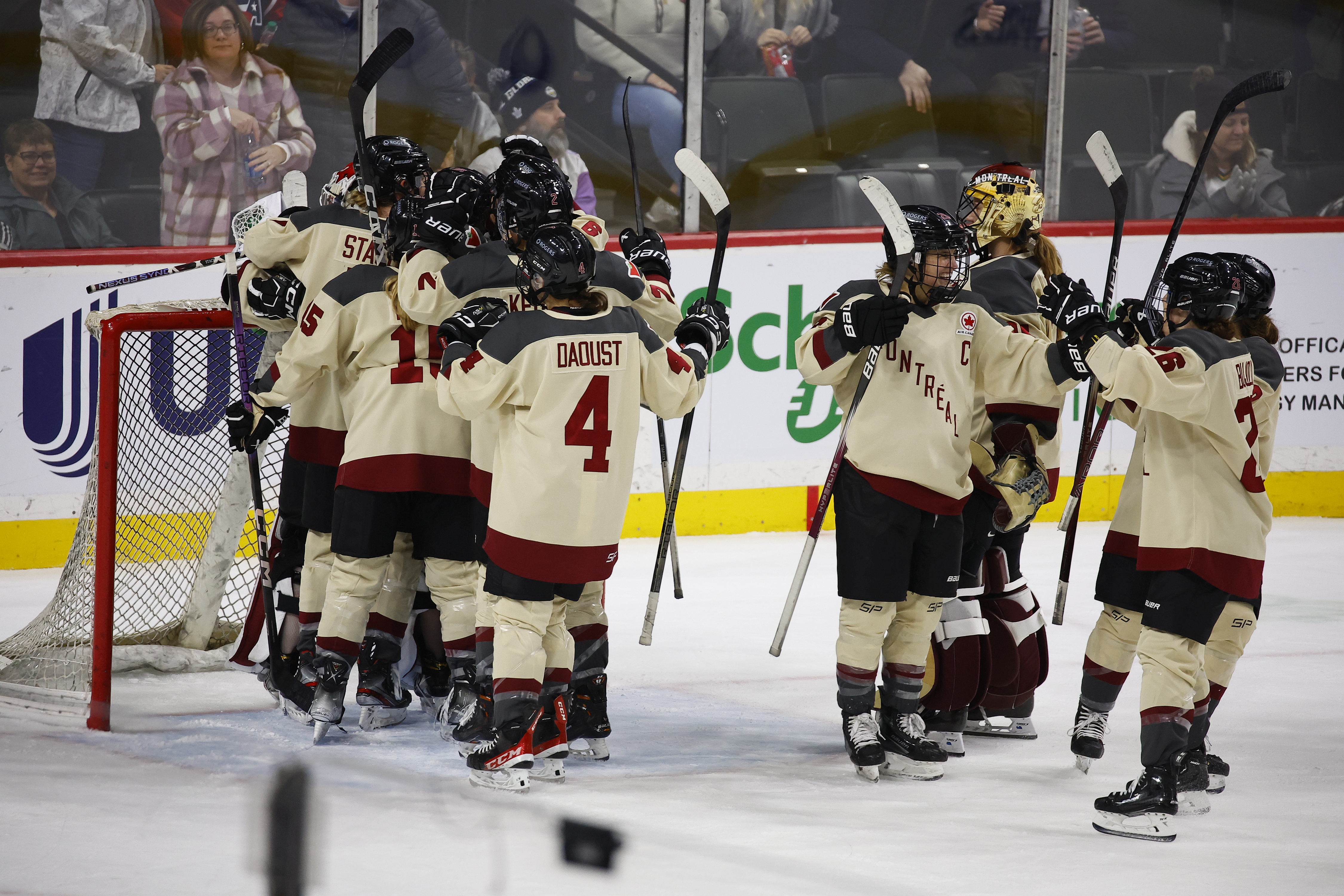
Jubel nach einem Sieg im Januar 2024

Die Victoire wurden 2023 als eines von sechs ligaeigenen Franchises der Professional Women’s Hockey League unter dem generischen Namen PWHL Montréal gegründet und gehörten damit zu den Gründungsmitgliedern der Liga. Im September 2023 wurde Danièle Sauvageau als erste General Managerin des Franchise vorgestellt. Am 13. September verpflichtete das Franchise Kori Cheverie, ehemalige Co-Trainerin der kanadischen Nationalmannschaft, als erste Cheftrainerin.
Zu den ersten Spielerinnen des Teams gehörten mit Marie-Philip Poulin, Laura Stacey und Ann-Renée Desbiens drei Mitglieder der kanadischen Frauennationalmannschaft. Im PWHL Draft 2023 wählte das Team an sechster Stelle Erin Ambrose sowie weitere 14 Spielerinnen in den folgenden Runden aus. Als Haupt-Spielstätte des Franchise wurde das Verdun Auditorium ausgewählt, wobei vier Saisonspiele im Place Bell ausgetragen werden sollten.
In der regulären Saison der Spielzeit 2023/24 belegte das Team aus Montréal den zweiten Platz, dabei wurde am 20. April 2024 beim Spiel zwischen Montreal und PWHL Toronto im Bell Centre mit 21.105 Zuschauern ein neuer Zuschauer-Rekord für professionelles Fraueneishockey aufgestellt. In den Playoffs um den Walter Cup unterlag das Team aus Montréal dem Team PWHL Boston mit 0:3. Im Rahmen der PWHL-Awards wurde Erin Ambrose als beste Verteidigerin der Saison ausgezeichnet.
Zur folgenden Saison wurde das Team in Victoire de Montréal umbenannt und erhielt eigenständige Teamfarben und ein neues Logo. Zudem wurde der Place Bell fester Spielort des Teams.

## Saisonstatistik
Legende zur Saisonstatistik: GP oder Sp = Spiele insgesamt; W oder S = Siege; L oder N = Niederlagen; T oder U = Unentschieden; OTS = Siege nach Verlängerung (Overtime);  OTN oder OL = Overtime-Niederlagen; SOS = Shootout-Siege; SOL oder SON = Shootout-Niederlagen; P oder Pkt = Punkte; Pct % = Siege in %; GF oder T = Tore; GA oder GT = Gegentore
| Saison  | Sp | S  | OTS | OTN | N | Tore  | Pkt | Regular Season | Postseason         |
| ------- | -- | -- | --- | --- | - | ----- | --- | -------------- | ------------------ |
| 2023/24 | 24 | 10 | 3   | 5   | 6 | 60:57 | 41  | 2. Platz       | Playoff-Halbfinale |
| 2024/25 | 30 | 12 | 7   | 3   | 8 | 77:76 | 53  | 1. Platz       | Playoff-Halbfinale |

## Cheftrainer
- Kori Cheverie seit 2023

## Mannschaft

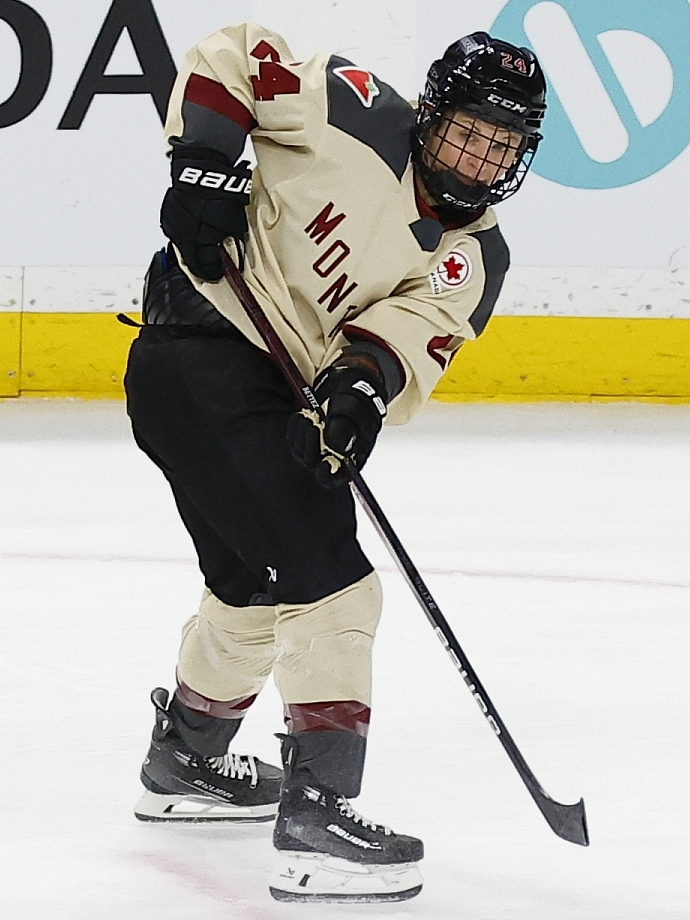
Ann-Sophie Bettez (Jan. 2024)

### Mannschaftskapitäne
- Marie-Philip Poulin seit 2023

### Auszeichnungen
Defender of the Year
- Erin Ambrose – 2024[7]

First Team All-Star
- Erin Ambrose – 2024[8]
- Marie-Philip Poulin – 2025
- Ann-Renée Desbiens – 2025

Hockey for All Award
- Maureen Murphy – 2024[8]
- Laura Stacey – 2025[9]

PWHL Goals Leader
- Marie-Philip Poulin – 2025

Foward of the Year
- Marie-Philip Poulin – 2025

Billie Jean King Most Valuable Player
- Marie-Philip Poulin – 2025

Goaltender of the Year
- Ann-Renée Desbiens – 2025

Coach of the Year
- Kori Cheverie – 2025

### Bekannte Spielerinnen
- Marie-Philip Poulin
- Cayla Barnes
- Ann-Renée Desbiens
- Laura Stacey
- Mélodie Daoust